# Wapen van Brunehaut

Wapen van Brunehaut.

Het wapen van Brunehaut is het heraldisch wapen van de Henegouwse gemeente Brunehaut. Het wapen werd bij Koninklijk Besluit op 12 februari 1980 (publicatie in het Belgische Staatsblad op 11 juni 1980) aan de gemeente Brunehaut toegekend.

## Geschiedenis
Na de fusie in 1977 van de gemeenten Bléharies, Guignies, Hollain, Howardries, Jollain-Merlin, Laplaigne, Lesdain, Rongy en Wez-Velvain tot de nieuwe fusiegemeente Brunehaut (vernoemd naar de chaussée Brunehaut) werd er op 29 juni 1976 in de gemeenteraad voor gekozen het wapen van de voormalige gemeente Laplaigne voor de fusiegemeente over te nemen. Dit op 16 oktober 1926 aan de gemeente Laplaigne toegekende wapen was gebaseerd op een zegel van een oorkonde uit 1287 van de toenmalige heer van Le Plaigne, Jehan de Ligne of Jehan de Le Plaigne, kamerheer van Gwijde van Dampierre. Het gaat hier om een brisure van het wapen van het huis de Ligne.

## Blazoenering
De blazoenering van het wapen luidt als volgt:

D'or à la bande de gueules chargée de trois coquilles d'argent.
Van goud met een dwarsbalk van keel beladen met drie schelpen van zilver.
— Koninklijk Besluit van 12 februari 1980 (publicatie in het Belgische Staatsblad op 11 juni 1980).

## Verwante wapens

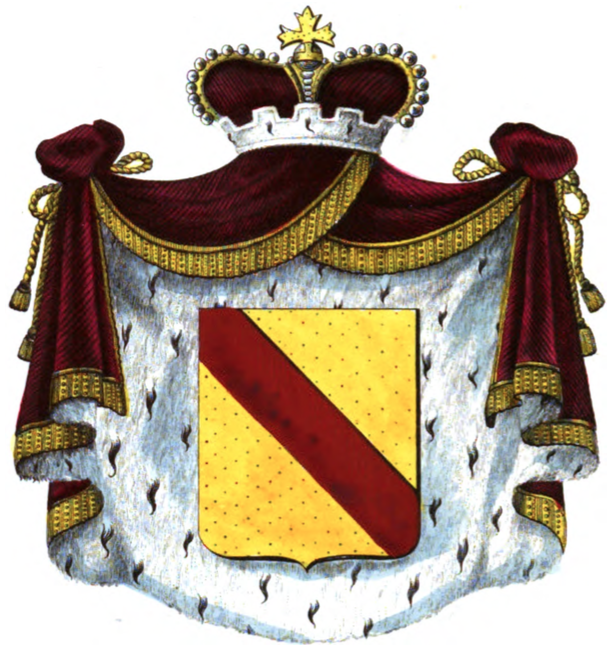
Wapen van de familie de Ligne.
Wapen van Belœil.